# Божич (міфологія)
Бо́жич — у міфології південних слов'ян — син верховного бога, «творця блискавки».
Божич — уособлення Сонця, яке щороку вмирає й народжується (співзвучно з давньоримським східним культом Sol Invictus). Риси культу Божича перенесені в християнську релігію: у сербів, хорватів, словенців свято «Різдво Христа» називається «Божичем», у болгар — «Божиком».

## Примітка
1. ↑  Nowaczyk, Marta (2016), Średniowieczne wierzenia – nieczysta siła w kulturze Słowian, Varia Mediaevalia. Studia nad średniowieczem w 1050. rocznicę Chrztu Polski, Wydawnictwo UŁ, doi:10.18778/8088-325-3.20, ISBN 978-83-8088-325-3, процитовано 5 січня 2021

## Джерело
- Українська радянська енциклопедія : у 12 т. / гол. ред. М. П. Бажан ; редкол.: О. К. Антонов та ін. — 2-ге вид. — К. : Головна редакція УРЕ, 1974–1985.
- Плачинда С. П. Словник давньоукраїнської міфології: — К.: Укр. письменник, 1993. — С. 15